# وحید محمدزاده
وحید محمدزاده (زادهٔ ۲۶ اردیبهشت ۱۳۶۸) بازیکن فوتبال اهل ایران است که در پست مدافع میانی برای باشگاه فوتبال نساجی مازندران در لیگ برتر خلیج فارس بازی می‌کند.
همچنین وی در اردیبهشت ۱۳۹۴ توسط کارلوس کی‌روش به اردوی تمرینی تیم ملی فوتبال ایران دعوت شد.

## افتخارات
- لیگ برتر
- نایب قهرمانی در لیگ برتر ۹۷-۱۳۹۶ به همراه تیم ذوب‌آهن اصفهان
- جام حذفی
- قهرمانی در جام حذفی ۹۵-۱۳۹۴ به همراه تیم ذوب‌آهن اصفهان
- سوپر جام
- قهرمانی در سوپر جام ۱۳۹۵ به همراه تیم ذوب‌آهن اصفهان